# Fluido incompressível
Um fluido incompressível é qualquer fluido cuja densidade sempre permanece constante com o tempo, e tem a capacidade de opor-se à compressão do mesmo sob qualquer condição.
Na realidade, todos os fluidos são compressíveis, alguns mais que outros. A compressão de um fluido mede a alteração no volume de uma certa quantidade de líquido quando se submete a uma pressão exterior. Por exemplo, se é obstruída hermeticamente a saída de uma bomba de bicicleta e se empurra o êmbolo, vemos que podemos comprimir o ar que contém. Entretanto, se fazemos a mesma experiência com água em seu anterior, ou em dispositivo similar, como uma seringa, vemos que apenas podemos mover o êmbolo um mínimo, mais por deformação das próprias paredes da bomba ou seringa, porque a compressibilidade da água (e de qualquer líquido) é muito baixa.
Por esta razão, para simplificar as equações da mecânica de fluidos, se considera que os líquidos são incompressíveis. Em termos matemáticos, isto significa que a densidade de tal fluido se supõe constante
{\displaystyle \rho =\rho _{0}={\textrm {constante}}}
A equação da conservação da massa toma então uma forma particularmente simples:
Sob forma integral em uma superfície fechada :
{\displaystyle \iint _{S}{\vec {v}}.{\vec {n}}\mathrm {d} S=0}
o que indica a igualdade do volume de fluido que entra e que sai de um sistema sendo tratado (como um volume de controle).
Ou também sob local
{\displaystyle \mathrm {div} {\vec {v}}=0}
A densidade é utilizada para determinar se um fluido é considerável, dentro desta teorização, incompressível ou compressível. Se a densidade do fluido é fixa (constante), o fluido é considerado incompressível; isto quer dizer que nem a massa nem o volume do fluido pode alterar-se. A água é um fluido incompressível. Ou seja que a quantidade de volume e a quantidade de massa permanecerão iguais, ainda que sob pressão.
Um fluido com muitas moléculas muito juntas umas das outras tem uma densidade alta; um que tenha  poucas moléculas e muito separadas, teria uma densidade mais baixa. A água, por exemplo, tem uma densidade muito mais alta que o ar, que é uma mistura de gases.
Os gases (como o ar), são compressíveis. Podem expandir-se para preencher um novo volume. Quando isto ocorre, a massa não altera-se, mas o volume aumenta; desta maneira, a densidade do gás diminui no novo volume.
Deve-se prestar atenção a todas as propriedades do fluido (ar, água) para definir as condições de fluxo. Isto se deve a que todas as propriedades estão conectadas entre si. Se a pressão ou a temperatura de um fluido altera-se, sua densidade geralmente também altera-se (a menos que se trate de um fluido incompressível). A densidade do ar em um dia quente é mais baixa que em um dia frio. A grandes alturas, onde a pressão é mais baixa, a densidade do ar é também mais baixa.